# Singoli
Singoli là một thị xã và là một nagar panchayat của quận Neemuch thuộc bang Madhya Pradesh, Ấn Độ.

## Địa lý
Singoli có vị trí 24°58′B 75°18′Đ / 24,97°B 75,3°Đ Nó có độ cao trung bình là 363 mét (1190 feet).

## Nhân khẩu
Theo điều tra dân số năm 2001 của Ấn Độ, Singoli có dân số 8307 người. Phái nam chiếm 51% tổng số dân và phái nữ chiếm 49%. Singoli có tỷ lệ 65% biết đọc biết viết, cao hơn tỷ lệ trung bình toàn quốc là 59,5%: tỷ lệ cho phái nam là 76%, và tỷ lệ cho phái nữ là 53%. Tại Singoli, 15% dân số nhỏ hơn 6 tuổi.